# كويني سميث
كويني سميث (بالإنجليزية: Queenie Smith)‏ هي ممثلة أمريكية، ولدت في 8 سبتمبر 1898 بنيويورك في الولايات المتحدة، وتوفيت في 5 أغسطس 1978 في الولايات المتحدة بسبب سرطان.

## أعمال

### أفلام
- (1948) بيت الأفعى
- (1957) الرائحة الحلوة للنجاح

### مسلسلات
- ذا والتونز

## وصلات خارجية
- كويني سميث على موقع IMDb (الإنجليزية)
- كويني سميث على موقع ألو سيني (الفرنسية)
- كويني سميث على موقع أول موفي (الإنجليزية)
- كويني سميث على موقع قاعدة بيانات برودواي على الإنترنت (الإنجليزية)
- كويني سميث على موقع قاعدة بيانات الأفلام السويدية (السويدية)
- كويني سميث على موقع قاعدة بيانات الفيلم (الإنجليزية)
- كويني سميث على موقع كينوبويسك (الروسية)